# Giovanni Viale
Giovanni Viale (Asti, 13 luglio 1910 – Asti, 15 maggio 1996) è stato un politico italiano.

## Biografia
Figlio di Benedetto Viale, avvocato e già sindaco di Asti, seguì le orme del padre ottenendo la laurea in giurisprudenza ed esercitando la professione avvocato. Fu esponente astigiano della Democrazia Cristiana e venne eletto sindaco della città il 10 giugno 1951. Cinque anni più tardi venne riconfermato per un secondo mandato, rimanendo in carica fino al novembre 1960.
Deceduto nel 1996, gli è stata intitolata la sala della Giunta comunale il 28 novembre 2015.